# Eleventyseven

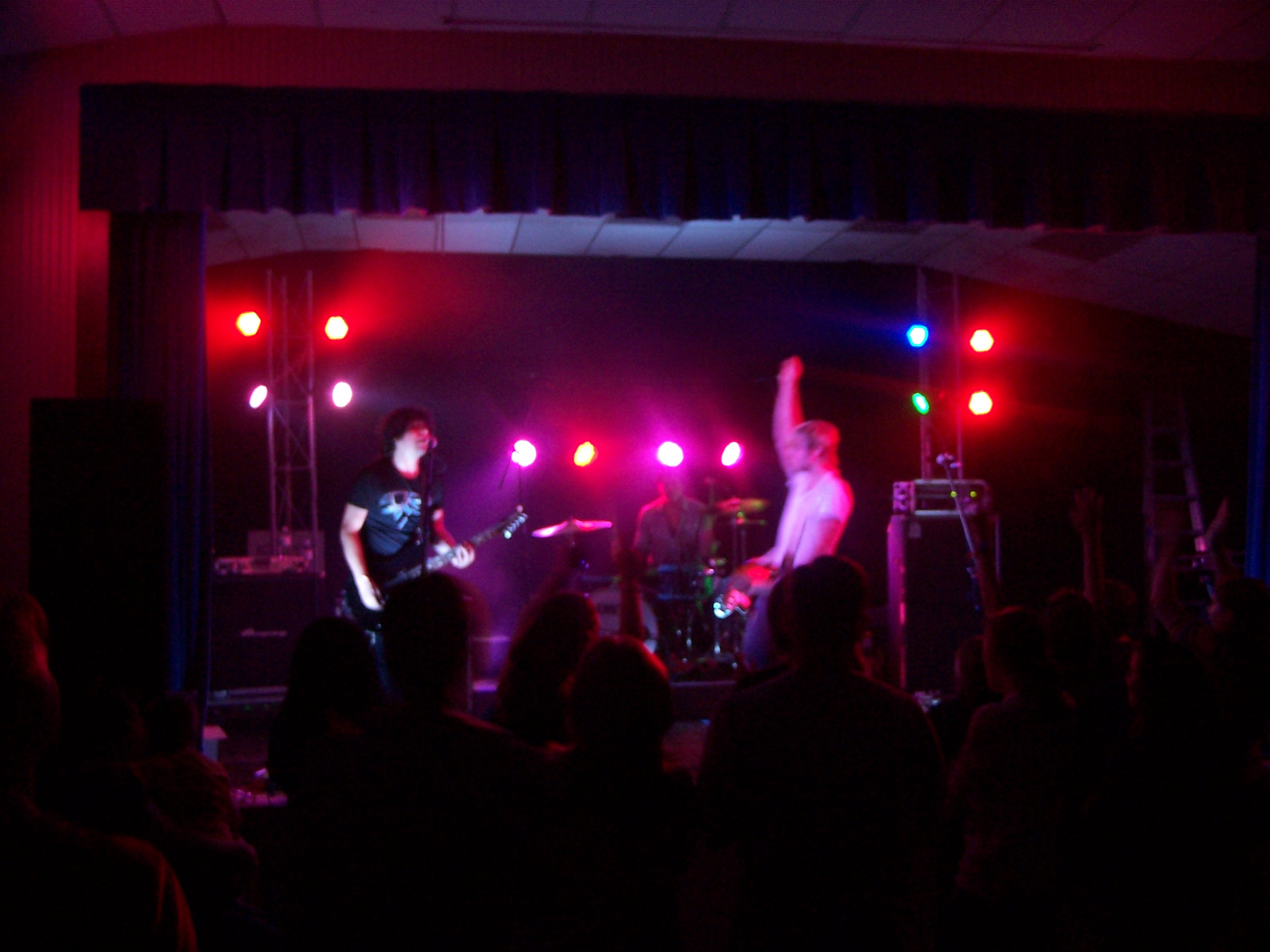
Eleventyseven en vivo en Pittsfield Mass.

Eleventyseven es una banda de electro rock de Greenville, Carolina del Sur (Estados Unidos), que se formó en 2002. Se eligió el nombre de "Eleventyseven" porque "es el que parecía más cool a la mañana siguiente". La banda está actualmente grabando con Sony Japón. anteriormente lanzó dos álbumes en Flicker Records que fueron bien aceptados por la música cristiana. Continúan en constantes giras por EUA y Japón, auto produciéndose y haciendo música independientemente, como lo demuestra su nuevo EP Good Spells.

## Biografía

### Formación y primeros años
Matt Langston y Caleb Satterfield tocaron por primera vez juntos en un grupo de la iglesia de Greenville. Después se les unió el baterista Johnathan Stephens y es cuando la banda comenzó tocando conciertos en su ciudad natal durante la Preparatoria. Ellos auto produjeron un álbum y varios EP, que llamaron la atención de Flicker Records, una subsidiaria de Sony / BMG que distribuye a través de Provident Label Group. Su debut en las grandes ligas fue con el álbum "And The Land Of Fake Believe" que fue lanzado el 16 de mayo de 2006 con críticas muy variadas.
Después del lanzamiento del álbum, el grupo apareció en Shoutfest '06, ganó exposición en mtvU y tuvo éxito en la radio de rock cristiano con el sencillo, MySpace, como consecuencia su perfil en dicho sitio web se hizo muy popular. Su single More Than a Revolution llegó al Top 5 en el Top ChristianRock.Net semanal de 30, y # 28 en su lista anual de las 100, así como a la cabeza de la Radio & Récords del rock cristiano. Después de una aparición en Logan's Show el 25 de noviembre de 2006, el grupo anunció sus planes para hacer una gira en EE. UU. en los primeros meses de 2007. Su segundo álbum de Flicker, Galactic Conquest, fue lanzado el 4 de septiembre de 2007. Eleventyseven lanzó su tercer álbum: Adventure in Eville, el 30 de junio de 2009.

### Quota (Ep)
Eleventyseven lanzó el nuevo EP quota el 1 de abril de 2011 con 6 canciones que incluían Divers in a Hurricane, College Girls y quota. Este EP fue un parteaguas en la carrera de Eleventyseven, en primer lugar porque, como explican en el sitio oficial de la banda, "tomaron la silla del capitán de la producción en sus propias manos", ya que abandonaron Flicker Records para ser independientes; en segundo lugar, porque es en este momento en que Caleb Satterfield deja la banda y es remplazado por Davey Davenport -un amigo de la banda-, que incluso llegó a "reemplazar el pulgar de Matt" cuando el músico se lesionó y no podía tocar la guitarra durante los conciertos.
Eleventyseven, al tener el control total de su producción, logró llevar a la banda a un nuevo nivel. "Quota es un álbum que representa la vida, el dolor de las relaciones sentimentales y las luchas de la vida cotidiana. Se explora la pérdida de la amistad, la idiosincrasia del amor, y la recién llegada mayoría de edad" como mencionan en su página oficial.
En este álbum también incluyeron la versión a la banda europea de los 80's A-ha "Take me on".

### Sugarfist (álbum)
La banda lanzó Sugarfist, su cuarto álbum de estudio, el 26 de octubre de 2011,  con la firma Sony Japón. El disco salió en línea el 11 de noviembre de 2011, aludiendo al 11-7 como el día Eleventyseven. También anunció que continuará su gira de los EE. UU.
Eleventyseven también participó en Geki Fest 11 (Japón).

## Proyectos Paralelos

### Matt Langston
The Jellyrox es el proyecto paralelo a Eleventyseven más importante para Langston por el momento. Al escribir él mismo las canciones para Eleventyseven, se dio cuenta de que había muchas que no estaban incluidas en el repertorio de la banda y que merecían salir también a la luz. Es por eso que decide comenzar con The jellyrox, que conserva la lírica de Eleventyseven, pero con un sonido más electrónico.  
En 2011 el grupo lanzó el sencillo This Christmas y en 2012 su primer álbum Heta Himlen, que pudo ser descargado por Bandcamp, itunes y Amazon. En 2013 editó el EP Embellish y el sencillo Rebel Tide (Coffe House Version). En 2014 lanzó el sencillo All I want for Christmas is You y en 2015 el sencillo digital The Promise y el EP the Rough Jelly Songswap, Vol. 1 junto con The Rough & Tumble. En 2016 vio la luz el álbum Bang & Whimper. 
En una entrevista se le preguntó cómo es que elegía las canciones para The Jellyrox y él contestó "Bueno, yo llamo a los chicos cuando tengo cierto número de canciones y nos ponemos a trabajar sobre ellas, pero podría decirse que mi música en JRX son las que a la banda le parecieron 'gay'.... pero aun así me gustan" 
Langston  también grabó varias canciones junto a su amigo Rob Johnston, bajo el nombre de "Best Friend Fight". Incluso grabaron el vídeo para la canción "Walking Dead Apocalypse" que transcurría durante una invasión zombi en la que Matt y Rob eran los héroes.
Matt Langston también dedica parte de su tiempo a producir, escribir y mezclar música para comerciales y para otras bandas entre ellas 3 Days Leave, MissionSix y la banda española La La Love You.

### Davey Davenport
Davey antes de ser bajista de Eleventyseven, pasó un tiempo con la banda Days Off The Screen de la cual era vocalista. Ahora ha comenzado a un proyecto alterno a Eleventyseven que se llama "Skyliner".

## Temas de sus letras
El grupo ha ganado comparaciones con grupos como Motion City Soundtrack. Hacen frecuentes referencias a la cultura popular reciente, como Conan O'Brien, y tanto su música y sus letras tienen similitudes estilísticas con la tercera ola emo popular en la década de 2000, lo que es contradictorio ya que Mat en una entrevista dijo que él ni siquiera tiene amigos "emos". 
El grupo ha tratado de infundir a la música con la esperanza más de mantener los temas de la tristeza y el dolor común a esta música. El cantante Matt Langston ha dicho: "Uno se cansa de que le griten, escuchar las mismas letras en cada canción... cuchillos. Noche. Dolor. invierno . se nos ha puesto aquí para disfrutar de las bendiciones de la vida, no llorar por la maldición de nuestro dolor auto-infligido. queremos empujar a la gente más allá de sus sentimientos, pasiones y experiencias ... más allá de sus circunstancias, para ver el panorama general de la creación de Dios. queremos que la gente sienta lo que Él ha hecho por nosotros y llevar una sonrisa al salir de nuestros conciertos".
sus letras también manejan cierta crítica hacia el mundo comercial y todos sus vicios como lo describen en la canción "retail Value" diciendo "vende tu alma, comercia con tu inocencia, hay una gran demanda por almas que viven en la ignorancia, todos alguna vez nos dimos por vencidos en camino al comprar algo de la mediocridad que nos vendían" . También en su canción Redeem The Scene donde hacen una fuerte crítica a las bandas que solo hacen música para vender "Los escenarios son para las bandas, Las pasarelas son para modelos, como es que lo llegaste a confundir, Regresa los pantalones de tu novia a los tomaste" y por último hace énfasis en que sus canciones será sinceras y puras "Quiero mirarte a los ojos y no sólo ver los signos de dólares, Quiero un pequeño vistazo a tu alma, las canciones que mi grupo le gusta cantar, no son sólo canciones para la comercialización, son para ti para amar y sostenerte".
Al haber recibido una formación cristiana es evidente que la banda también toca temas religiosos aunque ellos mismo dicen "creo que se trata de hacer música que no atente contra tus creencias". una canción que pudiera ser dedicada a Dios sería turn your upon jesus y Love in Your arms.

## Miembros
- Matt Langston - vocalista, guitarra, synths/programming (2002–presente)
- Jonathan Stephens - batería, coros (2002–presente)
- Davey Davenport - bajo, coros (2010–presente)

### Antiguos miembros
- Caleb Satterfield - bajo, coros (2002–2010)

## Discografía

### Álbumes
| Año  | Álbum                        | Discográfica                                       |
| ---- | ---------------------------- | -------------------------------------------------- |
| 2006 | And The Land Of Fake Believe | Flicker Records                                    |
| 2007 | Galactic Conquest            | Flicker Records                                    |
| 2009 | Adventures in Eville         | Off the Square Records                             |
| 2011 | Sugarfist                    | Rock Candy Recordings (Distribuido por Sony Japan) |

#### Ep
| Año  | Título                        |
| ---- | ----------------------------- |
| 2011 | Quota                         |
| 2012 | Attack Of The Mountain Medley |
| 2012 | Regifted                      |
| 2013 | good spells                   |

#### Videos
| Año               | Título |
| ----------------- | ------ |
| Myspace           | 2006   |
| Love In Your Arms | 2007   |
| Evil Genius       | 2009   |
| Quota             | 2011   |